# Lullubi

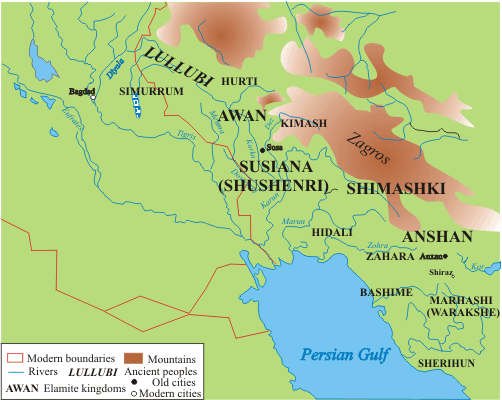
Mapa de la Baja Mesopotamia, donde habitaban los lullubis

La tribu de los lullubis (Acadio: 𒇻𒇻𒉈: Lu-lu-bi) fue un pueblo guerrero que habitaba la región de los montes Zagros en el actual Kurdistán iraquí e iraní, específicamente en el valle de Shahrizor, durante la edad de bronce. Fueron vecinos y a veces aliados de la ciudad hurrita de Simurrum. A su vez, entraron en conflicto con el Imperio Acadio y consecuentemente, el Imperio Asirio. El lullubi es una lengua no clasificada debido a que no hay registro escrito de esta. Sin embargo, el término "lullubi" parece tener orígenes hurritas.

### Imperio Acadio y la dinastía Guti

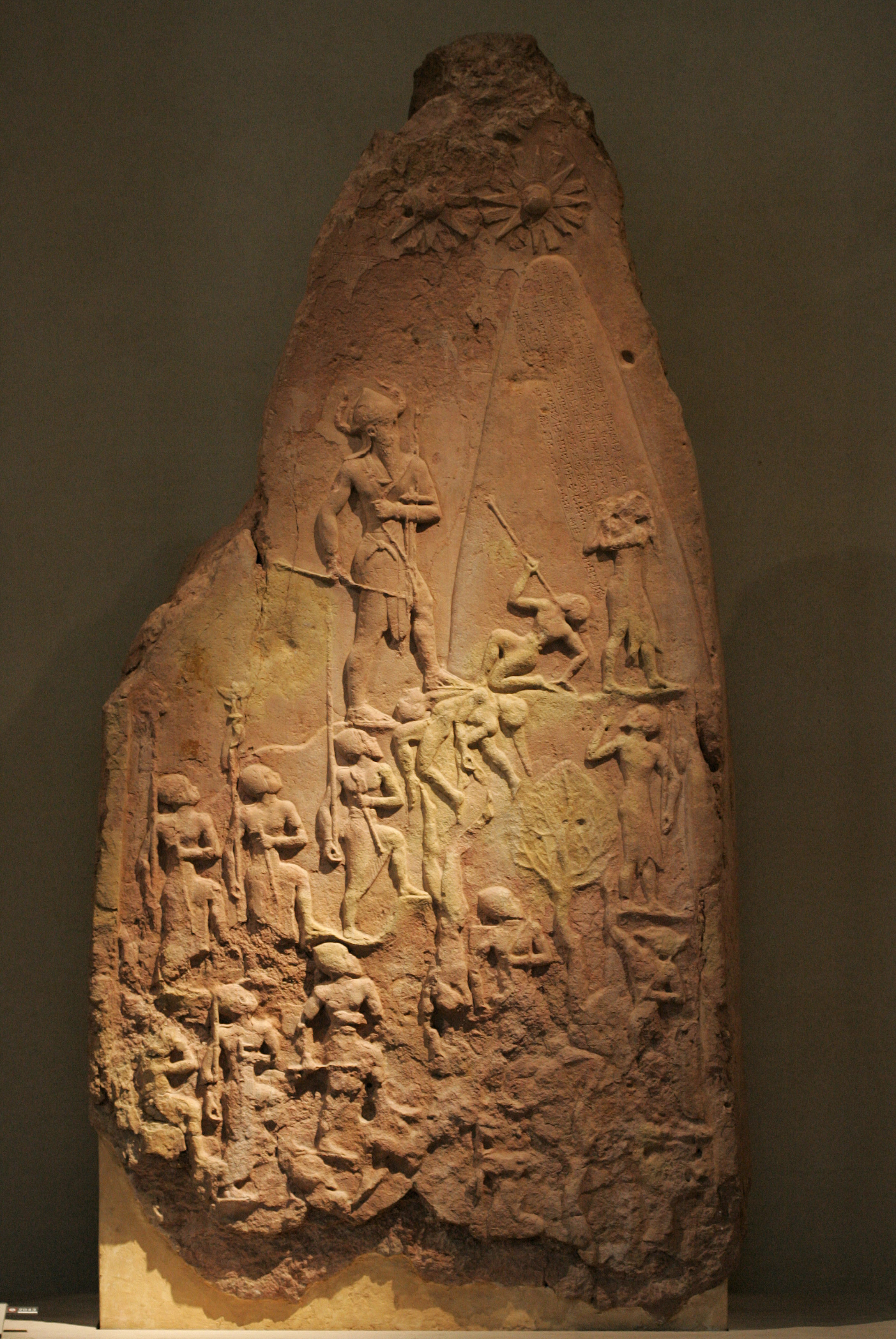
Estela de Naram-Sin

### Imperio Neo-Sumerio

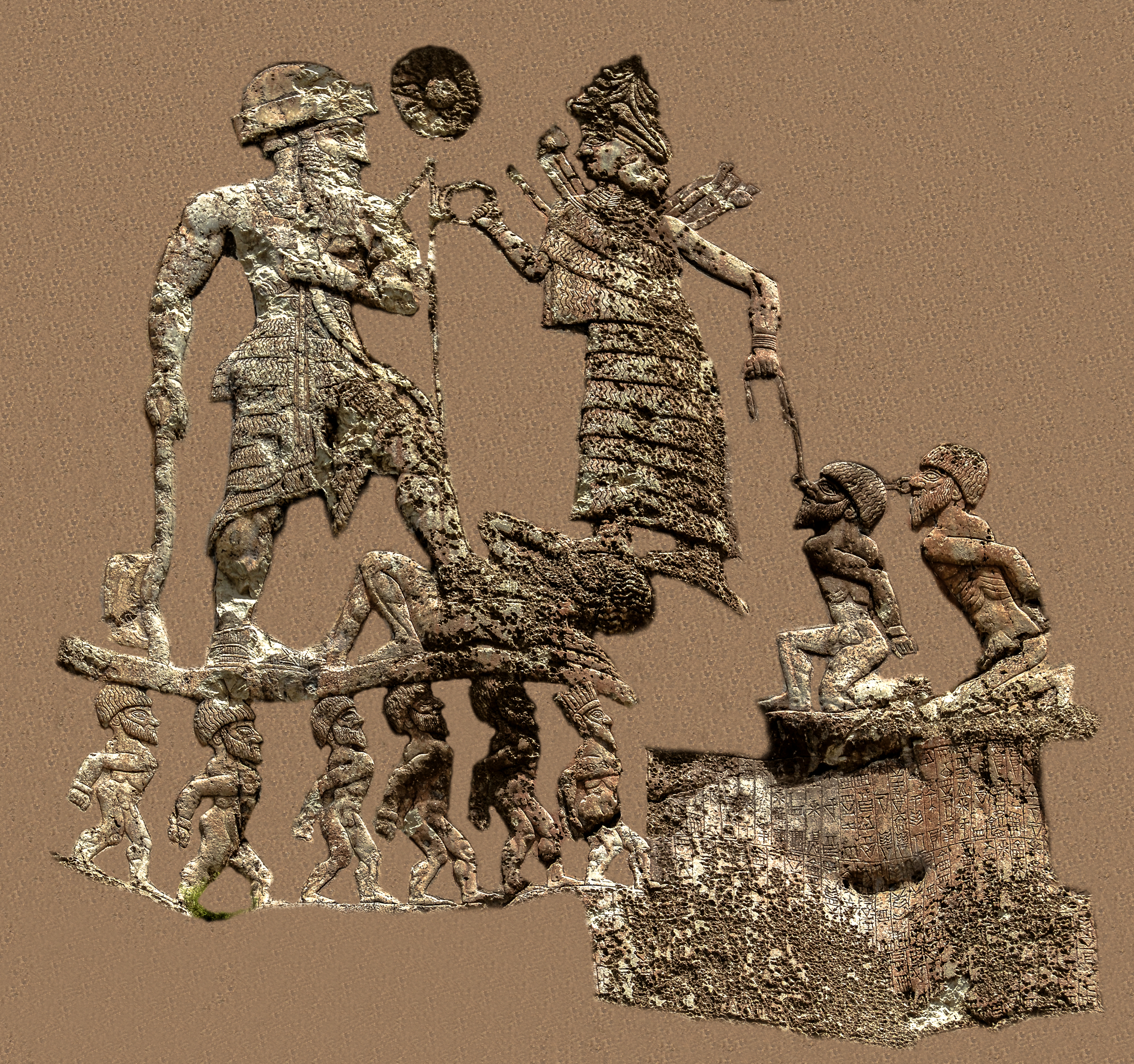
Relieve de Anubanini

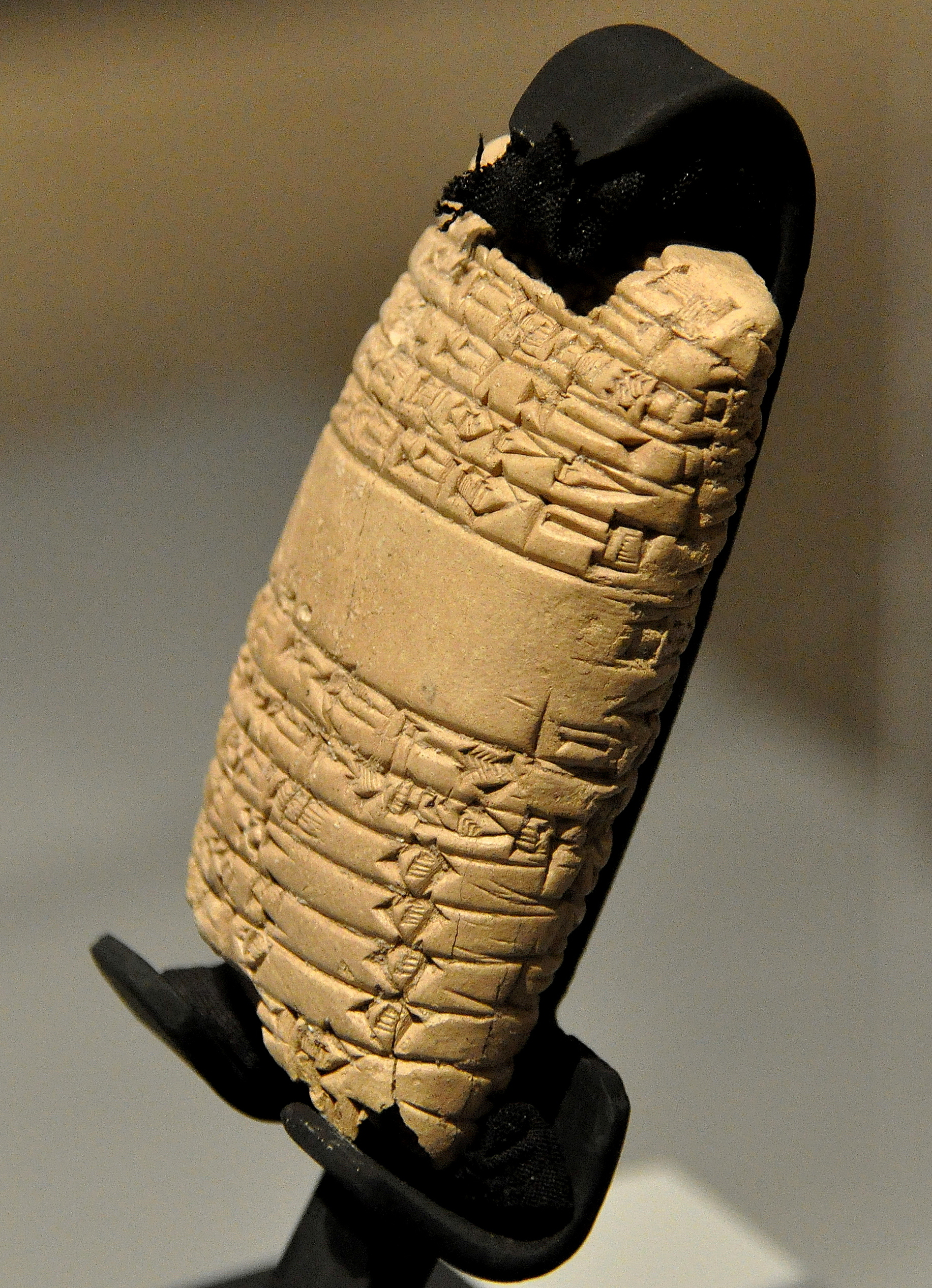
Tableta de Shulgi detallando sus victorias sobre los lullubi

## Líderes y gobernantes de los lullubi

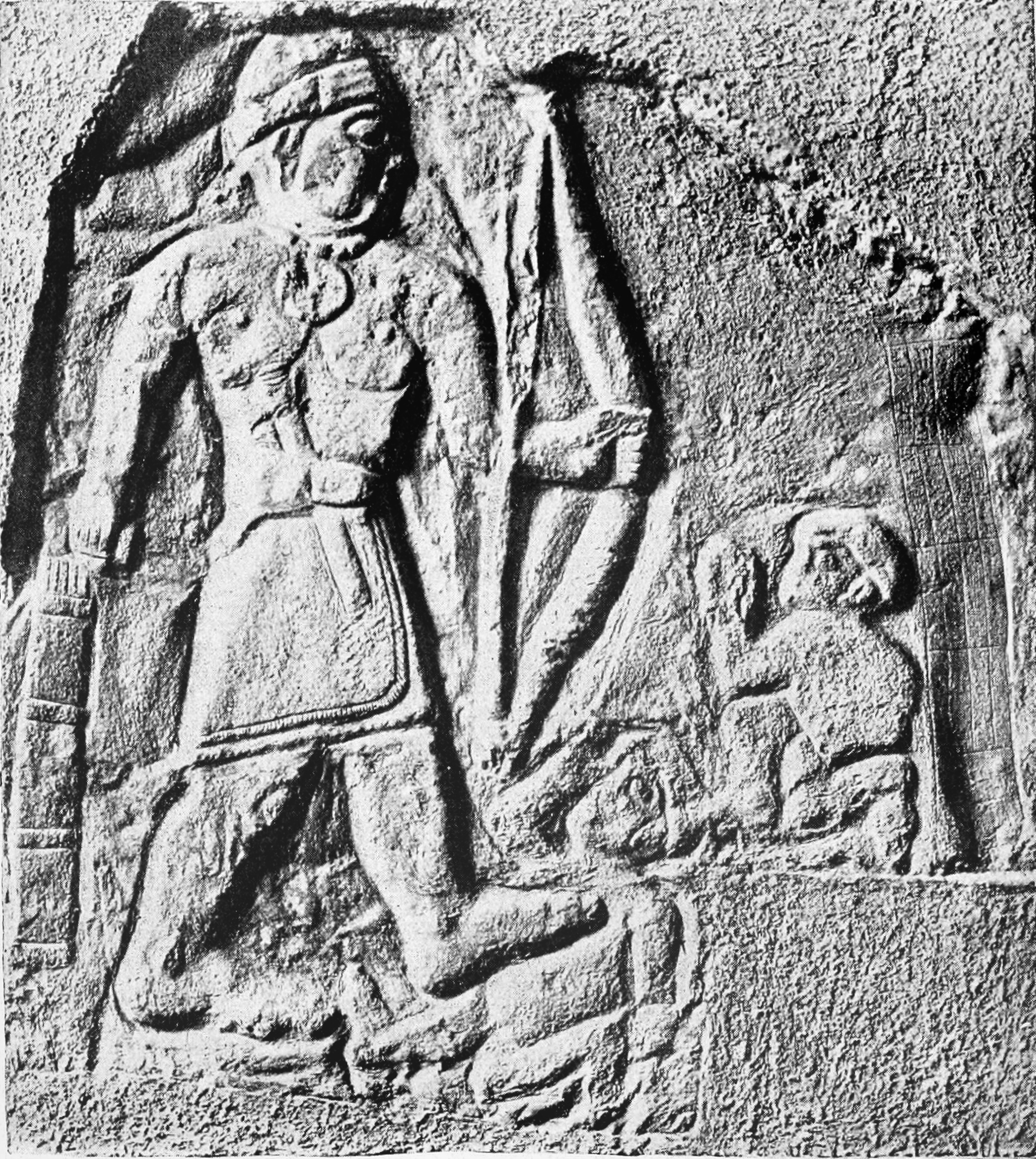
Relieve de Tar-dun-ni, un gobernante lullubi